# Goephanes pictidorsis
Goephanes pictidorsis är en skalbaggsart som först beskrevs av Leon Fairmaire 1897.  Goephanes pictidorsis ingår i släktet Goephanes och familjen långhorningar.
Artens utbredningsområde är Madagaskar. Inga underarter finns listade i Catalogue of Life.